# 카멘스크우랄스키

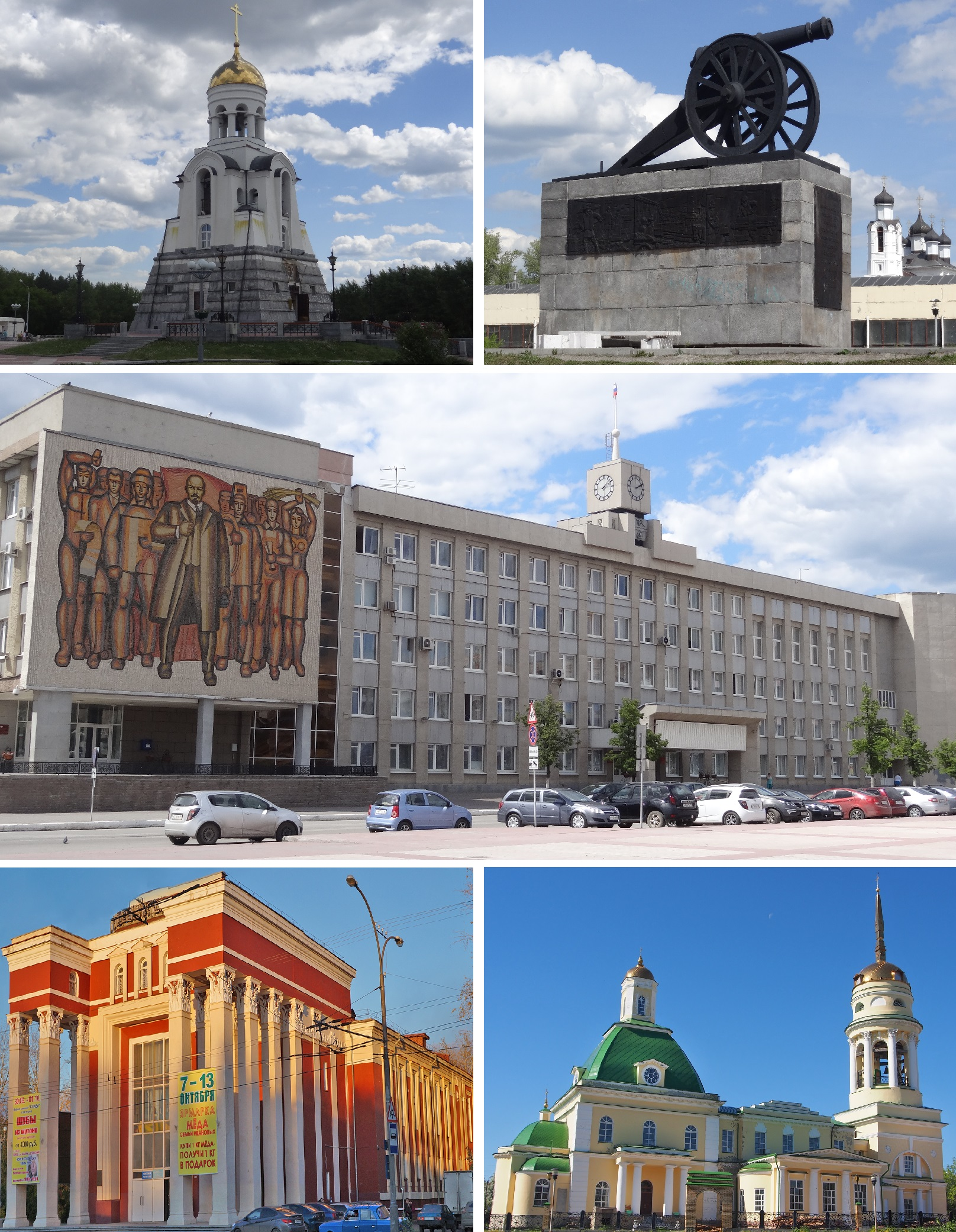

카멘스크우랄스키(러시아어: Каменск-Уральский)는 러시아 스베르들롭스크주에 있는 도시이다. 카멘카강과 이세티강(오비강의 지류)이 흘러가는 지점에 있다. 인구는 18만 6153명(2002년); 17만 3000명(1972년); 5만 1000명(1939년)이다.
17세기에 발견되었으며, 1935년에 도시로 등록되었다.
1700년 우랄지방 최초로 국립 주조(鑄造) 공장인 카멘스키자보트가 설립되어 대포·포탄을 만들었다.